# 吉備高原学園高等学校
吉備高原学園高等学校（きびこうげんがくえんこうとうがっこう）は、岡山県加賀郡吉備中央町上野にある全寮制の私立高等学校。

## 概要
設立当時の岡山県知事である長野士郎が不登校問題に直面した折に問題意識を持ったことをきっかけに、長野自らが主導して加計学園グループに協力を要請し、公設民営方式をもって運営することを目的とした高等学校である。学校の運営は加計学園グループに属する学校法人吉備高原学園が行っているが、同学園に対する出資とそれに基づく運営には岡山県（岡山県教育委員会）も参加しており、この事から同学園の理事長は長野以降、歴代の岡山県知事が務めるものとしている。
長野が吉備高原学園の設立を思い立った直接の契機は、個人的な伝から知人より、その知人の子の不登校問題への協力を願われ、岡山県立高等学校での不登校問題に際して地元の各私立高等学校へ、その受け皿となるよう協力願いに行った折、山陽女子高等学校の上代先生より警句を発された事がきっかけである。
この言葉を受けた長野は、自らの協力願いが公立高校が起こした不登校の責任と後始末を私立学校に押し付けているだけであると気づき、この是正を求める手段の一つとして「公設民営」である吉備高原学園の設立に至ったと語っている。
全寮制での生活を通じて、心身の鍛錬、礼節の尊重、自立・協調、規範の遵守、学習への意欲を培い「人間を創る」全人教育を教育方針としている。全寮制を採用したのは旧制第六高等学校出身の長野が、全人教育を行うにあたって旧制高等学校の全寮制を意識したためである。

### 特色
- 岡山県が学校の施設・設備を整備し、これを県・民間等で構成する学校法人が運営するという公私協力方式で運営[5]。
- 男女共学の全寮制・普通科高等学校[5]。

### 学科
普通科 - （2年生からコースを選択）
- 健康スポーツコース
- インターナショナルコース
- 情報システムコース
- クラフトデザインコース
- 陶芸デザインコース
- 緑化システムコース
- 生活デザインコース
- 福祉ボランティアコース
- キャリアデザインコース
- マンガアニメーションコース

## 沿革

### 年表
- 1975年（昭和50年）
  - 岡山県が「吉備高原都市建設基本構想」を発表、全寮制高校の建設を計画[6]。
- 1991年（平成3年）
  - 御津郡加茂川町に吉備高原学園高等学校開校[6]。
- 2004年（平成16年）
  - 加茂川町と上房郡賀陽町の合併により学校所在地の地名が加賀郡吉備中央町上野2400番地となる。[6]

## 学校関係者
理事長
- 伊原木隆太（岡山県知事） - 第3代理事長（2012年11月〜）[7]

学園長
- 加計役[7]

### 歴代理事長
初代
- 長野士郎（元岡山県知事）

第2代　
- 石井正弘（元岡山県知事）

## アクセス
路線バス
- JR岡山駅前（中鉄バス）吉備高原都市行き、JR伯備線備中高梁駅（備北バス）吉備高原都市行、「上野口」下車、徒歩5分

自動車
- 岡山自動車道 賀陽インターチェンジから約10分
- 山陽自動車道 岡山インターチェンジから吉備新線（岡山県道72号岡山賀陽線）で約30分
- 岡山空港から吉備新線で約20分